# N842 (België)
De N842 is een gewestweg in de Belgische provincie Luxemburg. De route verbindt de N83 in het plaatsje Pin met de N88 een dikke twee kilometer ten zuiden ervan. De route bestaat grotendeels uit een landweg.